# 馬赫-曾德爾干涉儀

馬赫－曾德爾干涉儀時常用於空氣動力學、等離子物理學與傳熱學領域，可以測量氣體的壓強、密度和溫度的變化。在本圖裏，設想分析一支蠟燭的火焰。兩種輸出影像都可以被觀測到，一個顯示出白色火焰，另一個顯示出黑色火焰。

馬赫－曾德爾干涉儀（Mach-Zehnder interferometer）是一種干涉儀，可以用來觀測從單獨光源發射的光束分裂成兩道準直光束之後，經過不同路徑與介質所產生的相對相移變化。這儀器是因德国物理学者路德维希·马赫（恩斯特·马赫之子）和路德维·曾德尔而命名。曾德尔首先於1891年提出這構想，後來馬赫於1892年發表論文對這構想加以改良。
為了方便敘述，本文使用術語「馬曾干涉儀」來簡稱馬赫－曾德爾干涉儀。

## 簡介
馬曾干涉儀的內部設置可以很容易更改。與迈克耳孙干涉仪明顯不同，兩道被分裂的光束只會分別行經一次馬曾干涉儀的兩條嚴格分隔的路徑。
由於白光的相干長度很有限，數量級為微米，必須非常仔細的將白光的所有波長的光程都調整為一樣，才能通過馬曾干涉儀將白光製成黑白相間的干涉條紋，否則無法觀察到干涉條紋。如首段火焰圖所示，一個同樣玻璃材質的「補償盒」被置入參考光束的路徑來匹配「檢驗盒」，這樣，兩個盒子的光學色散可以調整為一樣。注意到兩個分束器的精確取向，兩個分束器的反射表面應該有完全相反取向（一個面向左上方，一個面向右下方），這樣，檢驗光束與參考光束會透射過同樣厚度的玻璃。由於檢驗光束與參考光束都經歷到兩個「空氣－鏡面的界面反射」，造成同樣的相移，因此，在最右方屏幕會形成相長干涉圖樣，顯示為白色火焰；而在最上方屏幕會另外形成相消干涉圖樣，顯示為黑色火焰。

使用延伸光源，可以形成局域條紋圖案。靠著調整鏡子與分束器的取向，干涉條紋可以形成於指定的局域位置。

準直光源會形成非局域條紋圖案；延伸光源會形成局域條紋圖案。仔細調整鏡子與分束器的取向，即可使干涉條紋形成於指定局域位置。:18對於大多數案例，通過調整的動作，可使干涉條紋形成的平面與檢驗物體同面，這樣，兩者可以一起成像。
馬曾干涉儀的內部工作空間相當寬廣，干涉條紋的形成位置有很多種選擇，因此，它是觀察在風洞裏氣體流動的佳選。對於一般流動可視化研究，也是很好選擇。它時常被用於空氣動力學、等離子物理學與傳熱學領域，可以測量氣體的壓強、密度和溫度的變化。:18,93–95
馬曾干涉儀時常被用來研究量子糾纏──量子力學的最反直覺的預測之一。

## 工作原理

### 儀器內構

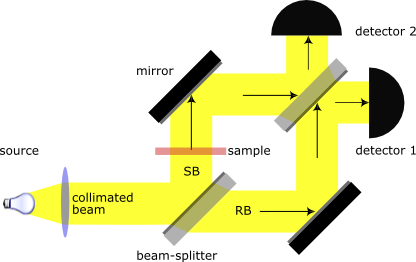
馬曾干涉儀實驗範例：鏡子的表面以深灰色表示，全鍍銀鏡與半鍍銀鏡的後部分別以黑色與淡灰色表示。在兩條路徑中的一條路徑置入了樣品。

一道準直光束被第一塊半鍍銀鏡分裂成兩道光束，稱為「樣品光束」與「參考光束」。這兩道光束分別被兩塊鏡子反射後，又通過同樣的第二塊半鍍銀鏡，然後進入檢測器。
除了最後一塊半鍍銀鏡以外，所有全鍍銀鏡與半鍍銀鏡的表面都是面對入射光束。最後一塊半鍍銀鏡的表面是面對透射過第一塊半鍍銀鏡的光束。

### 性質
菲涅耳方程描述關於波動在界面的反射行為與透射行為。菲涅耳方程式表明，假若傳播於低折射率介質的波動遇到了高折射率介質，則波動的相位會被改變；假若傳播於高折射率介質的波動遇到了低折射率介質，則波動的相位不會被改變。換句話說，
- 假若波動從空氣傳播遇到鏡子表面的鍍膜，則反射波的相移為 {\displaystyle \pi } 角弧，因為鍍膜的折射率高於空氣的折射率。
- 假若波動從從鏡子後部的玻璃傳播遇到鏡子表面的鍍膜，則反射波的相移為零，因為鍍膜的折射率低於玻璃的折射率。

除了這重要相移機制以外，對於光波而言，
- 在折射率大於真空折射率（數值為1）的介質內，光波傳播的速度較慢，它的速度 {\displaystyle v} 為 {\displaystyle v=c/n} ；其中， {\displaystyle c} 是光速， {\displaystyle n} 是介質的折射率。這會造成相移，其大小與 {\displaystyle (n-1)d} 成正比；其中， {\displaystyle d} 是光波傳播於介質內部的距離。
- 假若通過鏡子後部的玻璃會造成常數相移 {\displaystyle k} ，則從鏡子後部的玻璃遇到鏡子表面的鍍膜反射回來所遭到的相移為 {\displaystyle 2k} ，這是因為光波傳播於鏡子後部的玻璃，然後遇到鏡子表面的鍍膜，這會造成相移 {\displaystyle k} ，而反射的動作不會造成任何位移，之後，光波從鏡子表面的鍍膜傳播於鏡子後部的玻璃又會造成相移 {\displaystyle k} 。

另外，還有一些必需注意的細節。上述關於相移的規則適用於採用介電質鍍膜的分束器，假若採用的是金屬鍍膜，或者不同的偏振必需被納入考量，則該規則必須加以修改。對於真實干涉儀，分束器的厚度不同，因此兩條路徑的長度可能不一樣。不論如何，假若光波不會被吸收，則能量守恆定律保證，抵達檢測器1的光波所遭到的相移差 {\displaystyle \Delta \phi _{1}} 與抵達檢測器2的光波所遭到的相移差 {\displaystyle \Delta \phi _{2}} ，兩個相移差遵守關係式
{\displaystyle |\Delta \phi _{1}-\Delta \phi _{2}|=\pi }。

### 樣品的效應
在馬曾干涉儀實驗範例圖裏，假設樣品尚未置入，則樣品光束SB與參考光束RB會抵達檢測器1同相，因此形成相長干涉。兩個光束的相移為 {\displaystyle 2\pi +k} ，因為從空氣遇到鏡子表面而產生的反射有兩次，穿透過玻璃有一次。
假設樣品尚未置入，樣品光束SB與參考光束RB會抵達檢測器2異相，因此形成相消干涉，不會檢測道光束。抵達檢測器2的樣品光束SB會遭到相移 {\displaystyle 2\pi +2k} ，因為從空氣遇到鏡子表面而產生的反射有兩次，從鏡子後部遇到鏡子表面而產生反射有一次。抵達檢測器2的參考光束RB會遭到相移 {\displaystyle \pi +2k} ，因為從空氣遇到鏡子表面而產生的反射有一次，穿透過玻璃有兩次。
現在將樣品置入樣品光束路徑，則兩個檢測器會感受到不同的輻照度，從這不同可以計算出樣品造成的相移。

## 應用
由於馬赫－曾德爾干涉儀具有多功能性質，它被廣泛應用在量子力學的基礎研究論題裏，例如，對於反事实确定性、量子糾纏、伊利澤-威德曼炸彈測試問題、量子擦除實驗、量子芝諾效應、中子衍射的研究。

## 參閱
- 法布里－珀罗干涉仪
- 迈克耳孙干涉仪
- 迈克耳孙测星干涉仪